# Логан (округ, Кентукки)
Ло́ган (англ. Logan County) — округ в юго-западной части штата Кентукки. Окружным центром является город Расселвилл. По переписи 2000 года, население округа составляет 26 573 человека. Своё название Логан получил в честь местного лидера во время Войны за независимость Бенджамина Логана.

## География
Согласно Бюро переписи населения США округ имеет площадь в 1442.9 км², из которых 1439.2 км² (99.75 %) занимает суша и 3.7 км² (0.25 %) вода.

### Города, входящие в округ
| - Эдервилл - Оберн - Льюисберг | - Олмстед - Расселвилл |

### Соседние округа
- Округ Мьюленберг (северо-запад)
- Округ Батлер (север)
- Округ Уоррен (северо-восток)
- Округ Симпсон (юго-восток)
- Округ Робертсон, Теннесси (юг)
- Округ Тодд (запад)

## Демография
По переписи 2000 года в округе Логан проживает 26,573 человек, имеется 10,506 домохозяйств и 7,574 семьи, проживающих в округе. Плотность населения 19 чел./км ². В округе 11,875 единиц жилья со средней плотностью 8.1 чел./км². Расовый состав состоит из 90,70 % белых, 7,62 % афроамериканцев, 0,21 % коренных американцев, 0,17 % азиатов, 0,01 % выходцев с тихоокеанских островов, 0,33 % других рас и 0,96 % — две или более рас. Латиноамериканцев любой расы — 1,08 %.
В округе Логан существует 10,506 домохозяйств, в которых 33,30 % семей имеют детей в возрасте до 18 лет, проживающих с ними, имеется 57,20 % супружеских пар, живущих вместе, 11,20 % женщин проживают без мужей, а 27,90 % не имеют семьи. 25,00 % всех домохозяйств состоят из отдельных лиц и 11,40 % из одиноких людей в возрасте 65 лет и старше. Средний размер домохозяйства 2.50, средний размер семьи 2.96.
В округе проживает 25,70 % населения в возрасте до 18 лет, 8,40 % с 18 до 24 лет, 28,50 % с 25 до 44 лет, 23,60 % от 45 до 64 лет и 13,80 % от 65 лет и старше. Средний возраст составляет 37 лет. На каждые 100 женщин приходится 93.10 мужчин, а на каждые 100 женщин в возрасте 18 лет и старше насчитывается 90.40 мужчин.
Средний доход на домохозяйство составляет $32,474, средний доход на семью $39,307. Мужчины имеют средний доход $29,750 против $20,265 у женщин. Доход на душу населения в городе равен $15,962. 10,80 % семей или 15,50 % населения живут за чертой бедности, в том числе 20,50 % из них моложе 18 лет и 18,60 % в возрасте 65 лет и старше.

## Экономика
В Логане функционирует единственное оставшееся подразделение от, в своё время, крупнейшего треста по добыче меди Anaconda — Amalgamated Copper, принадлежащая Arco Aluminum Co.